# Tweebandscheutboorder
De tweebandscheutboorder (Lampronia flavimitrella) is een vlinder uit de familie yuccamotten (Prodoxidae). De wetenschappelijke naam is voor het eerst geldig gepubliceerd in 1817 door Hübner.
De soort komt voor in Europa.